# Leptospermum petersonii
Leptospermum petersonii (o Leptsopermum citratum), arbre del te d'aroma de llimona (lemon-scented teatree) és un arbust gran o arbre petit de 5 m i n'és conreat com una planta ornamental i per a oli essencial. Creix forma natural a prop de boscos esclerofil·les o en boscos plujosos, o en escarpaments rocosos o sorrenques, a la costa est d'Austràlia. Té les fulles simples, de 20-40 mm de llarg, amb un distintiu olor de llimona. Les flors són blanques, seguides de càpsules llenyoses.

## Usos
Les fulles són destil·lades comercialment pel seu oli essencial el qual conté citronelal, citral, i pinè. Es conrea en plantacions a Kenya, Zaire, Sud-àfrica, Guatemala i Austràlia.
La fulla de l'arbre del te d'aroma de llimona s'usa com a ingredient de condiment en mescles que es venen en botigues de te juntament amb el te negre comú, Camelia sinensis.

## Cultiu

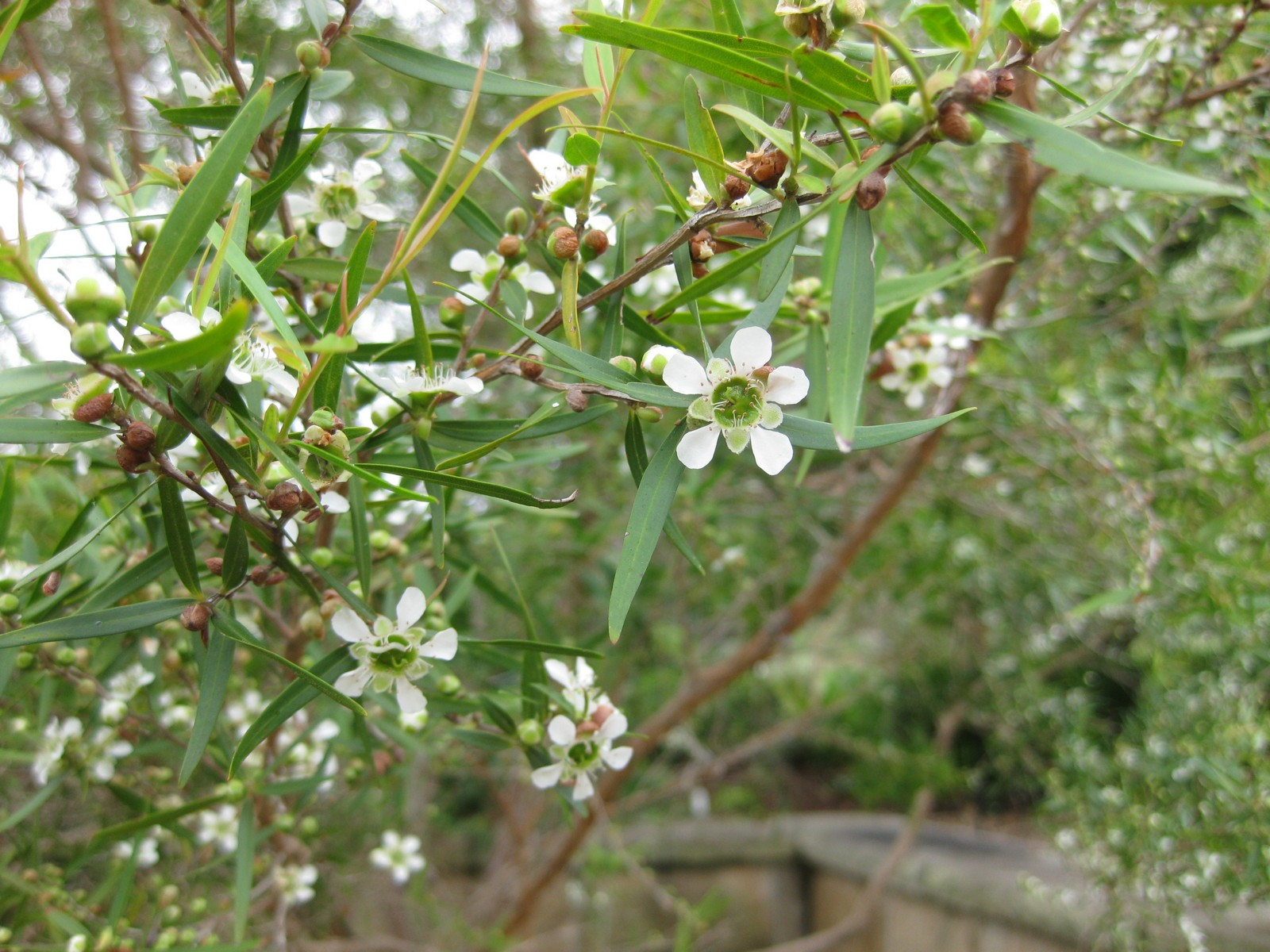
flors

L'arbre de te aroma de llimona és ben conegut com a planta de jardí, popular per la seva popular fragància i atractiu. És de ràpid creixement i pot ser mantingut a l'alçada d'un arbust mitjançant la poda. L'habilitat per ser podat regularment també ho fa convenient per a tanques, cortines de vent i per ser collit per a olis essencials.
 Leptospermum liversidgei també és anomenat "arbre de te aroma de llimona" a causa de la presència d'olis essencials amb característiques de la llimona.